# سلاتینا (نگوتین)
سلاتینا (به صربی: Slatina) یک منطقهٔ مسکونی در صربستان است که در نگوتین واقع شده‌است. سلاتینا ۴۷۹ نفر جمعیت دارد.